# Osamu Dezaki
Osamu Dezaki (出崎 統 Dezaki Osamu?,  18 de julio de 1943 - 17 de abril de 2011) fue un director, artista de storyboard y guionista de cintas de animación japonesas, nacido en Shinagawa-ku, Tokio, Japón.
Dezaki fue un director de anime de buen hacer y con un sello inconfundible, que marcó a toda una generación, especialmente en los años 70. Durante muchos años trabajó a la par con varios diseñadores, dibujantes e ilustradores, quienes se encargaron de la labor de Directores de Arte de sus proyectos cinematográficos.
Entre esos artistas destacaron Akio Sugino (杉野昭夫?), Shingo Araki (荒木伸吾?), Michi Himeno (姫野美智?), Yoshio Kabashima (椛島義夫?).
Sin embargo, es con Sugino con quien Dezaki trabajaría más cercanamente durante casi 40 años.
Dezaki tiene una gran cantidad de trabajos, entre películas para cine, series para televisión y OVA's, tales como "Las Aventuras de Gamba (ガンバの冒険 ganba no bōken?)", "Remi", "La isla del tesoro", "Raqueta de oro", "Super Agente Cobra" y "La Rosa de Versalles".
También fue director de la serie "Hamtaro".
El director falleció a los 67 años producto de un cáncer de pulmón.

## Trabajos
- AIR (película)
- Ashita no Joe
- Black Jack (OVA)
- Black Jack Final
- CLANNAD (película)
- Golgo 13
- Hamtaro
- La isla del tesoro
- La Rosa de Versalles
- Las Aventuras de Gamba
- One Pound Gospel
- Oniisama e...
- Raqueta de oro
- Remi
- Super Agente Cobra
- Seisho Monogatari